# H.I.S. presents テリー伊藤の世界のタビセツ
『H.I.S. presents テリー伊藤の世界のタビセツ』（エイチ・アイ・エス プレゼンツ テリーいとうのせかいのタビセツ、The manual of the trip）は、2011年4月から2014年3月までTOKYO MXにて放送されていた旅番組。テリー伊藤の冠番組である。番組製作はH.I.S.だが、TOKYO MXの子会社であるMXエンターテインメントが協力として参加していた。
TOKYO MXのほか、2012年6月のみチバテレでも土曜 9時30分 - 10時に放送されていた。2013年10月のみテレビ西日本（TNC）にて土曜1時50分 - 2時5分（金曜深夜）に放送されていた。
2013年9月22日から、山陽放送（RSK）にて月曜 1時45分 - 2時（日曜深夜）に放送されていた。

## 概要
「人生は旅である」がこの番組のキャッチコピー。若者の海外離れといわれている現代に、若者が海外に行きたくなってほしいという願いで始まった番組。毎回若手俳優が世界を周り、その国の文化や現地の人たちとの交流などをしていく。ちなみに、『タビセツ』というのは「旅の説明書」の略。地上波では初の「テリー伊藤の」と冠する番組であり、本人の思い入れも深く、毎回工夫した衣装をアレンジするなか、8月放送のハウステンボス編では、スポンサーであるH.I.S.に敬意を表して、サマータイム期間の節電・エコキャンペーンのために社長以下H.I.S.全社員が着用していたポロシャツで番組出演している。
番組は当初、若者が旅を通じて成長するドキュメントを軸として進められていたが、回を重ねるごとに視聴者からの旅先の情報への関心が高まったため、最近では現地の情報もかなり細かく盛り込むようになってきている。
8月の放送分では、番組初の国内の旅先としてハウステンボスが取り上げられたが、特別編と題してハウステンボスの特集を行っていた。この回では、H.I.S.の会長でもありハウステンボスの社長でもある澤田秀雄が出演し、ベンチャービジネスのカリスマとして、番組の主題でもある若者へのメッセージを直接語った。

## 番組内容
タビセツ第1回では、井出卓也が“マザコン“を脱却する目的でタイを旅するが、彼の終始明るく前向きな姿が、同世代の共感を呼び、家に引きこもりがちな現代の若者にとって、世界旅行へのハードルを低くしていた。第2回目のバリ編では、日焼けやアウトドアが苦手な竹内太郎が、その克服を目的に旅に出たが、現地でのケチャックダンス体験で明らかに逞しくなっていく様子がうかがえる。3回目の大河元気は、今時のゲーム・アニメ好きらしく、頭では世界を理解しているかのような旅人だったが、実際に目で見て体で体感した世界との対面に感動し「もっと旅に出るべきだった」と素直な感想を述べている。番組最年少の旅人として登場した菅田将暉は、H.I.S.澤田会長と直接対談し、ハウステンボス内を走るクルーズ船のデザインを任されるという、番組初の展開となった。9月の放送でのモンゴル編は、終始ヘラヘラ笑っていた大山真志が、旅を重ね、その終わりに見せた表情は、まさに“漢になる”という本人の目的を実現したことをうかがわせるものだった。
旅トク
番組のミニコーナー。
毎回旅人が訪れた国のH.I.S.支店から、現地のスタッフがその国のお勧め情報などを紹介している。現地のスタッフが日本語で紹介する。
インフォメーション
H.I.S.独自の格安航空券やツアーパックなどの情報を扱うミニコーナー。
プレゼント
毎回、旅人が訪れた国でお土産を買ってきて、視聴者プレゼントとしている。
タビセツINDEX（タビセツインデックス）
本編放送を再編集し、旅先の情報量を増やしたダイジェスト版。
本編同様、それぞれの回の旅人が進行役でありながら、より具体的な旅の情報に特化した内容となっている。不定期に放送される。

## 出演者
- 旅先案内人：テリー伊藤
- ナレーター：佐藤芳洋

### 旅人・旅先
| 年     | 放送月     | 旅人            | 旅先                                | 備考        |
| ------ | ---------- | --------------- | ----------------------------------- | ----------- |
| 2011年 | 4月        | 井出卓也        | タイ・バンコク                      |             |
| 2011年 | 5月        | 竹内太郎        | バリ島                              |             |
| 2011年 | 6月        | 大河元気        | トルコ                              |             |
| 2011年 | 7月        | 井出卓也        | タイ                                | [ 注釈 1 ]  |
| 2011年 | 8月        | 菅田将暉        | 長崎・ハウステンボス                |             |
| 2011年 | 9月        | 大山真志        | モンゴル                            |             |
| 2011年 | 10月       | 竹内太郎        | バリ島                              | [ 注釈 2 ]  |
| 2011年 | 10月・11月 | イザベルマサボ  | バングラデシュ                      |             |
| 2011年 | 11月・12月 | 安達雅哉        | ハイナン島                          |             |
| 2011年 | 12月       | 山崎裕太        | スリランカ                          |             |
| 2012年 | 1月        | 河西りえ 橘仁美 | バリ島                              |             |
| 2012年 | 2月        | 竜星涼          | タイ・アユタヤ、プーケット          |             |
| 2012年 | 3月        | 細貝圭          | 台湾                                |             |
| 2012年 | 4月        | 平井大          | ハワイ                              |             |
| 2012年 | 5月        | 塩澤英真        | ベトナム                            |             |
| 2012年 | 6月        | 大山真志        | モンゴル                            | [ 注釈 3 ]  |
| 2012年 | 6月・7月   | 清水一希        | ドイツ、スイス                      |             |
| 2012年 | 7月・8月   | 篠山輝信        | 香港、マカオ                        |             |
| 2012年 | 8月・9月   | 浜尾京介        | 長崎・ハウステンボス、上海          |             |
| 2012年 | 9月・10月  | 北村悠          | ケニア                              |             |
| 2012年 | 10月・11月 | 平田裕一郎      | カナダ                              |             |
| 2012年 | 11月・12月 | 輝馬            | 沖縄                                |             |
| 2012年 | 12月       | 滝口幸広        | タイ、ラオス、カンボジア            |             |
| 2013年 | 1月        | 滝口幸広        | タイ、ラオス、カンボジア            |             |
| 2013年 | 1月・2月   | 篠田光亮        | ミャンマー                          |             |
| 2013年 | 2月・3月   | 兼崎健太郎      | シンガポール                        |             |
| 2013年 | 3月        | 竜星涼          | タイ・アユタヤ、プーケット          | [ 注釈 4 ]  |
| 2013年 | 4月        | 清水一希        | ドイツ、スイス                      | [ 注釈 5 ]  |
| 2013年 | 4月・5月   | 大山真志        | モンゴル                            | [ 注釈 6 ]  |
| 2013年 | 5月        | 塩澤英真        | ベトナム                            | [ 注釈 7 ]  |
| 2013年 | 5月・6月   | 井出卓也        | タイ・バンコク                      | [ 注釈 8 ]  |
| 2013年 | 6月        | 細貝圭          | 台湾                                | [ 注釈 9 ]  |
| 2013年 | 6月・7月   | 篠山輝信        | 香港、マカオ                        | [ 注釈 10 ] |
| 2013年 | 7月        | 北村悠          | ケニア                              | [ 注釈 11 ] |
| 2013年 | 8月        | 滝口幸広        | タイ、ラオス、カンボジア            | [ 注釈 12 ] |
| 2013年 | 8月        | 篠田光亮        | ミャンマー                          | [ 注釈 13 ] |
| 2013年 | 9月        | 大河元気        | トルコ                              | [ 注釈 14 ] |
| 2013年 | 9月        | 平田裕一郎      | カナダ                              | [ 注釈 15 ] |
| 2013年 | 10月       | 渡辺恋 真崎京介 | 特別編 大型客船で１週間の気軽な船旅 |             |
| 2013年 | 10月       | 渡辺恋 真崎京介 | 特別編 大型客船で１週間の気軽な船旅 | [ 注釈 16 ] |
| 2013年 | 11月       | 鈴木身来        | タイ                                |             |
| 2013年 | 11月・12月 | 鈴木身来        | タイ                                | [ 注釈 17 ] |
| 2013年 | 12月       | 清水一希        | ドイツ、スイス                      | [ 注釈 18 ] |
| 2014年 | 1月        | 清水一希        | ドイツ、スイス                      | [ 注釈 18 ] |
| 2014年 | 1月        | 滝口幸広        | タイ、ラオス、カンボジア            | [ 注釈 19 ] |
| 2014年 | 2月        | 渡辺恋 真崎京介 | 特別編 大型客船で１週間の気軽な船旅 | [ 注釈 20 ] |
| 2014年 | 2月        | 細川洪          | オーストラリア                      |             |
| 2014年 | 3月        | 佐藤永典        | ニュージーランド                    |             |

## 番組スタッフ
- ナレーター：佐藤芳洋、河本邦弘
- 構成：小高弘嗣、松見寿夫（共にロコモーション）
- ブレーン：松本憲一（タッチプランニング）
- リサーチ：ジェイキャスト
- 技術：久村誠次、鈴木久美子、池田屋、名取征
- 編集・MA：studio NAO、オムニバス・ジャパン
- 音効：舟生孝太郎（タルス）
- コーディネート：H.I.S.
- 衣装協力：コールマン、ミズノ
- 協力：MXエンターテインメント
- デスク：横本奈緒（ロコモーション ）
- AD：石黒裕也（タッチプランニング）
- AP：熱田和哉（タッチプランニング）
- ディレクター：田中あき子Jerry、山根亮一、西野昇三、戸田直秀、対馬毅、赤坂祐貴、小野寺弘行
- チーフディレクター：竹田真（タッチプランニング）
- ラインプロデューサー：根来将男（タッチプランニング）
- プロデューサー：原田政彦（ロコモーション）、有賀達也（タッチプランニング）
- チーフプロデューサー：上原裕一（H.I.S.）
- 制作協力：株式会社ロコモーション、株式会社タッチプランニング
- 製作著作：H.I.S.

## 放送局
| 放送期間              | 放送時間                           | 放送局              | 対象地域      | 備考   |
| --------------------- | ---------------------------------- | ------------------- | ------------- | ------ |
| 2011年4月 - 2014年3月 | 毎週金曜 22:30 - 23:00             | TOKYO MX            | 東京都        | 制作局 |
| 2012年6月             | 毎週土曜 9:30 - 10:00              | チバテレ            | 千葉県        |        |
| 2013年10月            | 毎週土曜 1:50 - 2:05（金曜深夜）   | テレビ西日本（TNC） | 福岡県        |        |
| 2013年9月 -           | 毎週月曜 25:45 - 26:00（日曜深夜） | 山陽放送（RSK）     | 岡山県 香川県 |        |